# Łańcuchów (gmina)
Łańcuchów (od 1868 Brzeziny) – dawna gmina wiejska istniejąca do 1868 roku w guberni lubelskiej. Siedzibą władz gminy był Łańcuchów (dawne miasto).
Za Królestwa Polskiego gmina Łańcuchów należała do powiatu chełmskiego w guberni lubelskiej.
Gminę zniesiono w  1868 roku, tworząc z jej obszaru gminę Brzeziny ("gmina berezińska"), którą w 1914 roku włączono do powiatu lubelskiego.